# Чемпионат Северной, Центральной Америки и Карибского бассейна по волейболу среди женщин 2007
20-й чемпионат Северной, Центральной Америки и Карибского бассейна (NORCECA) по волейболу среди женщин прошёл с 17 по 22 сентября 2007 года в Виннипеге (Канада) с участием 8 национальных сборных команд. Чемпионский титул в 13-й раз в своей истории выиграла сборная Кубы.

## Команды-участницы
Доминиканская Республика, Канада, Коста-Рика, Куба, Мексика, Пуэрто-Рико, США, Тринидад и Тобаго.

## Система проведения чемпионата
8 команд-участниц на предварительном этапе разбиты на две группы. Победители групп напрямую выходят в полуфинал плей-офф. Команды, занявшие в группах 2-е и 3-и места, выходят в четвертьфинал и определяют ещё двух участников полуфинала. Полуфиналисты по системе с выбыванием определяют призёров первенства. Итоговые 5—8-е места также по системе с выбыванием разыгрывают проигравшие в 1/4-финала и худшие команды в группах.

## Предварительный этап

### Группа А
| М | Команда     | 1   | 2   | 3   | 4   | И | В | П | С/П | О |
| - | ----------- | --- | --- | --- | --- | - | - | - | --- | - |
| 1 | Куба        |     | 3:0 | 3:1 | 3:0 | 3 | 3 | 0 | 9:1 | 6 |
| 2 | Канада      | 0:3 |     | 3:2 | 3:0 | 3 | 2 | 1 | 6:5 | 5 |
| 3 | Пуэрто-Рико | 1:3 | 2:3 |     | 3:0 | 3 | 1 | 2 | 6:6 | 4 |
| 4 | Коста-Рика  | 0:3 | 0:3 | 0:3 |     | 3 | 0 | 3 | 0:9 | 3 |

17 сентября: Канада — Коста-Рика 3:0 (25:18, 25:16, 25:18); Куба — Пуэрто-Рико 3:1 (25:22, 24:26, 25:21, 25:12).
18 сентября: Куба — Коста-Рика 3:0 (25:14, 25:8, 25:15); Канада — Пуэрто-Рико 3:2 (25:20, 25:20, 24:26, 15:25, 15:4).
19 сентября: Пуэрто-Рико — Коста-Рика 3:0 (25:16, 25:13, 25:19); Куба — Канада 3:0 (25:20, 25:18, 25:10).

### Группа В
| М | Команда                  | 1   | 2   | 3   | 4   | И | В | П | С/П | О |
| - | ------------------------ | --- | --- | --- | --- | - | - | - | --- | - |
| 1 | США                      |     | 3:0 | 3:0 | 3:0 | 3 | 3 | 0 | 9:0 | 6 |
| 2 | Доминиканская Республика | 0:3 |     | 3:0 | 3:0 | 3 | 2 | 1 | 6:3 | 5 |
| 3 | Мексика                  | 0:3 | 0:3 |     | 3:0 | 3 | 1 | 2 | 3:6 | 4 |
| 4 | Тринидад и Тобаго        | 0:3 | 0:3 | 0:3 |     | 3 | 0 | 3 | 0:9 | 3 |

17 сентября: США — Тринидад и Тобаго 3:0 (25:9, 25:7, 25:6); Доминиканская Республика — Мексика 3:0 (25:17, 25:19, 25:13).
18 сентября: Доминиканская Республика — Тринидад и Тобаго 3:0 (25:13, 25:12, 25:13); США — Мексика 3:0 (25:6, 25:13, 25:10).
19 сентября: Мексика — Тринидад и Тобаго 3:0 (25:22, 25:16, 25:15); США — Доминиканская Республика 3:0 (25:20, 25:18, 25:22).

## Плей-офф

### Четвертьфинал
20 сентября
Канада — Мексика 3:0 (25:17, 25:10, 25:16)
Доминиканская Республика — Пуэрто-Рико 3:0 (25:22, 25:22, 25:15)

### Полуфинал за 1—4 места
21 сентября
Куба — Доминиканская Республика 3:0 (25:15, 25:19, 25:23)
США — Канада 3:0 (25:18, 25:12, 25:23)

### Полуфинал за 5—8 места
21 сентября
Мексика — Коста-Рика 3:1 (18:25, 25:15, 25:17, 25:21)
Пуэрто-Рико — Тринидад и Тобаго 3:0 (25:11, 25:10, 25:15)

### Матч за 7-е место
22 сентября
Коста-Рика — Тринидад и Тобаго 3:0 (25:19, 25:20, 25:19)

### Матч за 5-е место
22 сентября
Пуэрто-Рико — Мексика 3:0 (25:16, 26:24, 25:10)

### Матч за 3-е место
22 сентября
Доминиканская Республика — Канада 3:2 (25:17, 22:25, 25:23, 20:25, 25:23)

### Финал
22 сентября
Куба — США 3:2 (22:25, 25:18, 19:25, 25:23, 18:16)

## Итоги

### Положение команд
| Куба                     |
| США                      |
| Доминиканская Республика |
| 4. Канада                |
| 5. Пуэрто-Рико           |
| 6. Мексика               |
| 7. Коста-Рика            |
| 8. Тринидад и Тобаго     |

### Призёры
Куба: Юмилка Руис Луасес, Янелис Сантос Алленье, Нэнси Каррильо де ла Пас, Йенисей Гонсалес Диас, Дайми Рамирес Эчеварриа, Яйма Ортис Чарро, Юслейдис Эррера Альварес, Росир Кальдерон Диас, Кения Каркасес Опон, Юсидей Силье Фромета, Жизель Сильва Франко, Сойла Баррос Фернандес. Главный тренер — Антонио Пердомо Эстрелья.
  США: Огонна Ннамани, Даниэль Скотт-Арруда, Тайиба Хэниф-Парк, Линдси Берг, Сара Друри, Хизер Боун, Кэтрин Уилкинс, Дженнифер Джойнс, Робин А Моу-Сантос, Кэтлин Олсовски, Николь Дэвис, Кассандра Бьюсс. Главный тренер — Лан Пин.
  Доминиканская Республика: Элина Эве Мехия, Сидарка де лос Милагрос Нуньес, Бренда Кастильо, Кармен Касо Сьерра, Хина дель Росарио Сельмо, Милагрос Кабрал де ла Крус, Ирис Сантос Эрнандес, Синди Рондон Мартинес, Жоселина Родригес Сантос, Косири Родригес Андинобру, Бетания де ла Крус де Пенья. Главный тренер — Беато Мигель Крус.

### Индивидуальные призы
MVP:  Нэнси Каррильо де ла Пас
Лучшая нападающая:  Нэнси Каррильо де ла Пас
Лучшая блокирующая:  Нэнси Каррильо де ла Пас
Лучшая на подаче:  Аурея Крус
Лучшая в защите:  Дебора Сейлхамер
Лучшая связующая:  Вильмари Мохика
Лучшая либеро:  Кармен Касо Сьерра
Самая результативная:  Бетания де ла Крус де Пенья